# 모즈·후루이치 고분군: 고대 일본의 무덤
모즈·후루이치 고분군: 고대 일본의 무덤(일본어: 百舌鳥・古市古墳群: 古代日本の墳墓群)은은 오사카부 사카이시, 하비키노시, 후지이데라시에 있는 45건49기의 고분군의 총칭이다. 모즈 고분군과 후루이치 고분군에 포함된다.
2019년 7월 6일에 제43회세계유산위원회에서 정식으로 세계유산으로 등재되었다.모즈·후루이치 고분군으로 줄여 부르기도 한다.

## 세계유산 지정 과정
모즈·후루이치 고분군은 2007년에 일본 문화청의 세계유산 후보지 공모에 「모즈·후루이치 고분군: -닌토쿠릉 고분을 비롯한 거대고분군」(百舌鳥・古市古墳群 -仁徳陵古墳をはじめとする巨大古墳群-)으로 2008년 일본 문화청 세계문화유산특별위원회(현 문화심의회 세계문화유산부회)에 의해 잠정목록에 등재할 대상으로 선정되었다. 2010년 11월 세계유산센터에 접수되어 정식으로 세계유산 잠정목록에 포함되었다.
2017년 7월 일본 문화심의회는 모즈·후루이치 고분군을 2019년 등록심사후보로 추천하기로 하였다.

### 경관 관리
모즈·후루이치 고분군은 궁내청 지정 능묘참고지이기 때문에 세계유산에 요구되는 법적보호근거로 문화재보호법에 따른 문화재 지정이 곤란하여, 도시계획법·경관법·옥외광고물법 등으로 고분 자체의 보호가 아니라 고분군 주변의 경관을 관리하는 대책에 중점을 두고 있다.
일본 국내 유일의 자전거전문박물관의 이전이나 다이센릉 고분과 가까운 사카이시립박물관의 다이센공원 내 신설계획이 중지되는 등 문화활동에도 영향을 미쳤다.

### 국제기념물유적협의회 조사
2018년 9월 11~17일 유네스코 자문기구인 국제기념물유적협의회(ICOMOS, 이코모스)의 현지 시찰조사가 진행되었으며, 일본 문화청은 "일정한 이해를 얻었다"고 발표하였다. 다른 조사와 달리 이 조사는 일정이 종료된 9월 18일에야 발표되었으나, 언제 어디에 갔는지, 고분 내에 진입하였는지 등 상세사항은 공개되지 않았다. 전체를 조감할 수 있도록 항공기를 전세하여 상공에서 조망하는 계획입안에 대해서 비용대비효과나 종교적으로 불경하지 않은가에 대한 염려가 오사카 부의회에서 의제로 다뤄졌다.

### 국제기념물유적협의회 평가
2019년 5월 14일, 국제기념물유적협의회는 세계문화유산 등재를 권고하였다.

### 홍보활동
2019년 6월 28일에서 29일 개최된 2019년 오사카 G20 정상회의에서 정상회의 폐막 다음날부터 시작되는 제43차 세계유산위원회에서 세계유산 등재가 예상되는모즈·후루이치 고분군에 대한 홍보활동이 진행되었다.

### 세계유산위원회
2019년 7월 6일, 아제르바이잔 바쿠에서 개최되었던 제43차 세계유산위원회에서 모즈·후루이치 고분군의 등재가 결정되었다. 오사카부에서 최초로, 일본 궁내청에서 관리하고 있는 능묘 중에서도 최초로 세계문화유산으로 등재되었다.
세계문화위원회의 2일차 심사일정에서 알파벳 순서에 따라 호주·중국·인도·인도네시아 순서로 진행되었고, 인도의 〈라자스탄주의 자이푸르 시가지〉를 등재하는데 1시간이 소요되었기 때문에 일본의 심사는 현지시각 12시 40분부터 오전 심사 종료시각인 13시까지 20분 동안 진행되었다. 유네스코 세계유산센터와 국제기념물유적협의회로부터 유산의 개략적인 내용과 현지 조사를 받아 등록 권고에 이른 경위가 보고되어 의장인 아불파스 가라예프(아제르바이잔 문화장관)가 21개 위원국 중 쿠웨이트, 튀니지, 짐바브웨, 호주, 아제르바이잔, 스페인에 평가를 요청한 후 만장일치로 등록이 결정되었다.  짐바브웨 위원은 "울창한 삼림으로 뒤덮인 무덤은 신비롭고 영적인 가치가 있다"고 했고, 스페인 위원은 "무덤을 소중히 여기고 자주적으로 지켜온 지역사회의 존재가 훌륭하다"고 평했다. 등록 결정을 받아 임석하고 있던 야마다 타키오 주 유네스코 일본 대표부 대사와 요시무라 히로후미 오사카부 지사는 의장으로부터 논평을 요구받아 각각 "이 자산을 차세대에 계승해 간다"(야마다), "보존과 관광의 양립에 진력한다"(요시무라)라고 결의를 말했다.